# Тейлор, Рене
Рене́ Адоре́ Тейлор (англ. Renée Adorée Taylor, урождённая Уэкслер; англ. Wexler; род. 19 марта 1933) — американская актриса, комедиантка, режиссёр и сценарист. В разные году она была номинирована на премии «Оскар», «Эмми» и ряд других. Она наиболее известна по своей роли Сильвии Файн, матери героини Фрэн Дрешер в популярном телесериале «Няня», в котором она снималась с 1993 по 1999 год.

## Жизнь и карьера
Рене Тейлор родилась в Бронксе, Нью-Йорк. Она стала известна в начале 1960-х годов как стендап комик. В 1968 году Тейлор сыграла роль Евы Браун в фильме «Продюсеры».
Она является автором популярной бродвейской постановки «Lovers and Other Strangers», которую превратили в полнометражный фильм получивший премию «Оскар» в 1971 году. На протяжении 1970—1990-х она активно снималась на телевидении, в кино а также была заметна на Бродвее.
С 1992 по 1994 Тейлор играла властную еврейскую мать главного героя в сериале «Как в кино». Начиная с 1993 года она играла властную мать Фрэн Файн, главной героини сериала «Няня».
В последние годы она в основном была приглашенной звездой во многих сериалах, таких как «Как я встретил вашу маму», «Закон и порядок: Специальный корпус», «Любовь вдовца», «Танцевальная лихорадка» и ряде других. Она также принимала участие в озвучивании фильмов «Доктор Дулиттл 2», «Ледниковый период 2: Глобальное потепление» и «Закусочная Боба». Она также снялась в фильмах «Красавчик Алфи, или Чего хотят мужчины», «Игры джентльменов», «Жизнь в военное время» и т. д.

## Избранная фильмография
| Год       |   | Русское название       | Оригинальное название | Роль            |
| --------- | - | ---------------------- | --------------------- | --------------- |
| 2010—2012 | с | Танцевальная лихорадка | Shake It Up           | миссис Локассио |
| 2012      | с | Две девицы на мели     | 2 Broke Girls         | Хинда Фагель    |